# Diecezja Trincomalee
Diecezja Trincomalee – diecezja rzymskokatolicka w Sri Lance, powstała w 1893. W 1967 przemianowana na diecezję Trincomalee–Batticaloa. Powróciła do pierwotnej nazwy w 2012 po utworzeniu diecezji Batticaloa.

## Biskupi
| # | Biskup                            | Rozpoczęcie posługi | Koniec posługi |
| - | --------------------------------- | ------------------- | -------------- |
| 1 | Charles Lavigne                   | 1898                | 1913           |
| 2 | Gaston Robichez                   | 1917                | 1946           |
| 3 | Ignatius Philip Trigueros Glennie | 1947                | 1974           |
| 4 | Leo Rajendram Antony              | 1974                | 1983           |
| 5 | Kingsley Swampillai               | 1983                | 2015           |
| 6 | Christian Noel Emmanuel           | 2015                |                |